# Ouija Shark
Ouija Shark és una pel·lícula de terror estatunidenca del 2020 dirigida per Brett Kelly. L'obra és considerada una pel·lícula de sèrie z.

## Argument
Després de jugar amb un tauler de la ouija per convocar esperits que s'havien banyat a la platja, un grup de noies adolescents invoquen un antic tauró devorador d'humans. Un ocultista ha d'entrar al regne del tauró per desfer el món d'aquest fantasma mortal d'una vegada per totes.

## Repartiment
- Steph Goodwin com a Jill
- Zoe Towne com a Just
- Robin Hodge com a Kim
- Cristina Roman com a dona
- Amy Osborne com a Tiffany
- John Migliore com al pare de Jill
- Peter Whittaker com a oficial de policia
- Chad Walls com a agent de policia Jeb
- Kyle Martellacci com a adolescent
- Taryn Waldorf com a adolescent
- Kylie Gough com a gitano
- Fiona Nelson com a mare preocupada
- Staci Marie Lattery com a bàrman
- Leslie Cserepy com a rentador de cotxes
- Simon Wheeldon com a president
- Brett Kelly com a personatge encaputxat (amb el nom de Miles Long)